# María Emilia Salerni
María Emilia Salerni (* 14. Mai 1983 in Rafaela) ist eine ehemalige argentinische Tennisspielerin.

## Karriere
Salerni begann im Alter von vier Jahren mit dem Tennisspielen. 2000 gewann sie die Juniorinnentitel in Wimbledon und bei den US Open. Im selben Jahr nahm sie auch in Sydney am Tennisturnier der Olympischen Spiele teil, wo sie in der zweiten Runde gegen Barbara Schett ausschied.
In ihrer Karriere gewann sie 12 Einzeltitel auf dem ITF Women’s Circuit. Im Doppel kam sie auf zwei WTA- und neun ITF-Titel. Zwischen 2000 und 2008 spielte sie 28 Partien für die argentinische Fed-Cup-Mannschaft, bei denen sie 16 Siege feierte.
Nach mehreren Verletzungen zog sich María Emilia Salerni 2009 vom Profitennis zurück.

## Turniersiege

### Einzel
| Nr. | Datum              | Turnier    | Kategorie   | Belag     | Finalgegnerin      | Ergebnis       |
| --- | ------------------ | ---------- | ----------- | --------- | ------------------ | -------------- |
| 1.  | 27. September 1999 | Asunción   | ITF $10.000 | Sand      | Mariana Mesa       | 3:6, 7:6, 7:5  |
| 2.  | 3. Oktober 1999    | Montevideo | ITF $10.000 | Sand      | Eugenia Chialvo    | 6:3, 6:0       |
| 3.  | 10. Oktober 1999   | Santiago   | ITF $10.000 | Sand      | Eugenia Chialvo    | 6:1, 6:3       |
| 4.  | 23. April 2000     | San Severo | ITF $10.000 | Sand      | Vanessa Krauth     | 6:4, 6:1       |
| 5.  | 14. Mai 2000       | Caserta    | ITF $10.000 | Sand      | Lamia Essaadi      | 6:4, 6:1       |
| 6.  | 30. Juli 2000      | Horb       | ITF $10.000 | Sand      | Adriana Jerabek    | 6:3, 2:6, 6:2  |
| 7.  | 6. August 2000     | Ettenheim  | ITF $50.000 | Hartplatz | Martina Suchá      | 6:4, 6:2       |
| 8.  | 19. September 2004 | Ashland    | ITF $25.000 | Hartplatz | Kelly McCain       | 6:4, 6:4       |
| 9.  | 12. Februar 2006   | Midland    | ITF $75.000 | Hartplatz | Wassilissa Bardina | 6:3, 3:6, 6:4  |
| 10. | 31. März 2007      | La Palma   | ITF $25.000 | Hartplatz | Georgie Stoop      | 6:3, 6:3       |
| 11. | 8. Juli 2007       | Cuneo      | ITF $50.000 | Sand      | Sara Errani        | 3:6, 6:1, 7:66 |
| 12. | 22. März 2009      | Lima       | ITF $10.000 | Sand      | Lucia Jara Lozano  | 6:2, 6:1       |

### Doppel
| Nr. | Datum              | Turnier    | Kategorie    | Belag             | Partnerin               | Finalgegnerinnen                      | Ergebnis          |
| --- | ------------------ | ---------- | ------------ | ----------------- | ----------------------- | ------------------------------------- | ----------------- |
| 1.  | 30. Juli 2000      | Horb       | ITF $10.000  | Sand              | Patrycja Bandurowska    | Zuzana Hejdová Kristen van Elden      | 6:3, 6:4          |
| 2.  | 8. Juli 2001       | Orbetello  | ITF $25.000  | Sand              | Patricia Tarabini       | Ljubomira Batschewa Laurence Courtois | 7:65, 3:6, 6:1    |
| 3.  | 6. April 2003      | Casablanca | WTA Tier V   | Sand              | Gisela Dulko            | Henrieta Nagyová Olena Tatarkowa      | 6:3, 6:4          |
| 4.  | 18. Mai 2003       | Bromma     | ITF $25.000  | Sand              | Gisela Dulko            | Melinda Czink Zsófia Gubacsi          | 6:4, 6:3          |
| 5.  | 8. Juni 2003       | Galatina   | ITF $25.000  | Sand              | Arantxa Parra Santonja  | Bahia Mouhtassine Andreea Vanc        | 6:0, 7:66         |
| 6.  | 19. September 2004 | Ashland    | ITF $25.000  | Hartplatz         | Sandra Klösel           | Cory-Ann Avants Kristen Schlukebir    | 6:3, 6:3          |
| 7.  | 7. November 2004   | Québec     | WTA Tier III | Hartplatz (Halle) | Carly Gullickson        | Els Callens Samantha Stosur           | 7:5, 7:5          |
| 8.  | 5. Februar 2006    | Rockford   | ITF $25.000  | Hartplatz         | Maria Fernanda Alves    | Michaela Paštiková Abigail Spears     | 0:6, 6:4, 6:2     |
| 9.  | 12. Mai 2007       | Monzón     | ITF $75.000  | Hartplatz         | Estrella Cabeza Candela | Iryna Bremond Wesna Dolonz            | 6:2, 6:1          |
| 10. | 22. März 2009      | Lima       | ITF $10.000  | Sand              | Lucia Jara Lozano       | Carla Beltrami Tatiana Búa            | 7:63, 6:3         |
| 11. | 14. Juni 2009      | Marseille  | ITF $100.000 | Sand              | Tathiana Garbin         | Timea Bacsinszky Jelena Bowina        | 6:74, 6:3, [10:7] |